# Кишлеево
Кишлеево — село в Собинском районе Владимирской области России, входит в состав Толпуховского сельского поселения.

## География
Село расположено в 12 км на север от центра поселения деревни Толпухово и в 30 км на север от райцентра города Собинка.

## История
Село Кишлеево во второй половине XVI столетия и в первой половине XVII столетия принадлежало боярам Романовым, а около 1656 года было пожертвовано Московскому Спаса Нового монастырю, вотчиной которого и оставалось до 1764 года. Каменная церковь в честь Успения Пресвятой Богородицы построена в 1805 году вместо прежней деревянной. Престолов в церкви было три: в холодной в честь Успения Пресвятой Богородицы, в приделах теплых: в честь Рождества Пресвятой Богородицы и в честь Святителя и Чудотворца Николая. При церкви находилось и здание церковно-приходской школы. Церковь была разрушена большевиками, от храма остался фундамент и пол. В 2009-2011 годах на старом месте была построена новая деревянная церковь "Неопалимая Купина" иконы Божией Матери.
В конце XIX — начале XX века село входило в состав Петроковской волости Владимирского уезда.
С 1929 года село являлось центром Кишлеевского сельсовета Ставровского района, с 1935 года — в составе Небыловского района, с 1945 года — в составе Ставровского района, с 1965 года — в составе Собинского района, с 2005 года деревня в составе Толпуховского сельского поселения.

## Население
| 1859 | 1897  | 1905  | 1926  | 2002 | 2010 | 2021 |
| ---- | ----- | ----- | ----- | ---- | ---- | ---- |
| 1400 | ↗1431 | ↗1723 | ↗1884 | ↘401 | ↘396 | ↘287 |

## Инфраструктура
В селе расположены Кишлеевская основная общеобразовательная школа, МБДОУ «Детский сад №21 «Вишенка», отделение почтовой связи 601224, операционная касса №2488/025 Сберегательного Банка РФ, сельхозпредприятие ОАО «Кишлеево».

## Достопримечательности
В селе находится действующая Церковь "Неопалимая Купина" иконы Божией Матери (2009-2011).